# Lista de distritos de Canindé (Ceará)

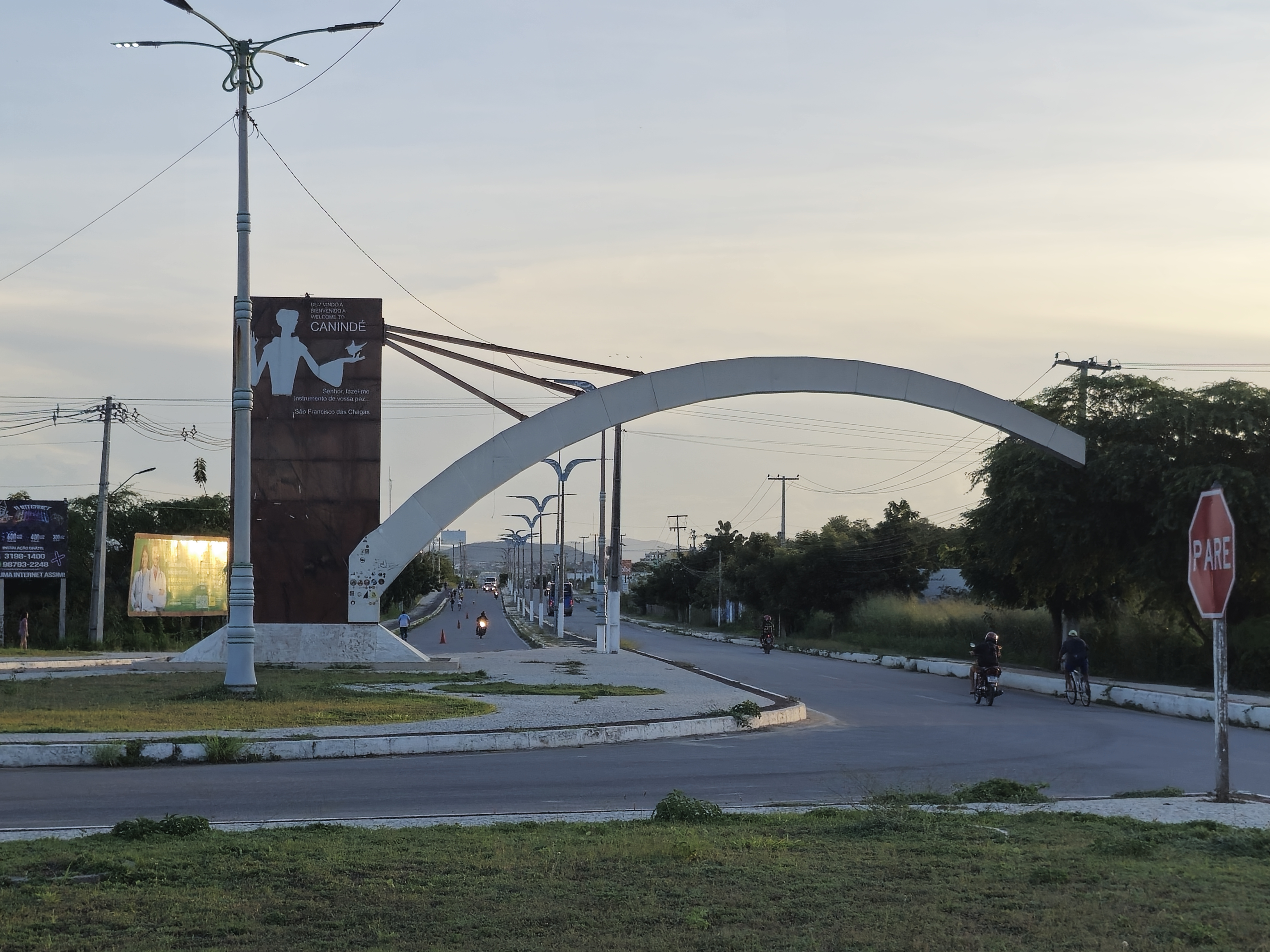
Entrada do distrito-sede de Canindé

Essa é a lista de distritos de Canindé, que são uma divisão oficial do município brasileiro supracitado, localizado no interior do estado do Ceará. As subdivisões estão de acordo com dados dos censos demográficos realizados pelo Instituto Brasileiro de Geografia e Estatística (IBGE). O distrito-sede, que é onde se encontram muitos dos bairros de Canindé e o centro da cidade, foi criado pela Resolução Régia de 19 de agosto de 1817, então pertencente a Quixeramobim.
A emancipação de Canindé ocorreu pela lei provincial nº 221 de 29 de julho de 1846, com terras desmembradas de Quixeramobim e Fortaleza. Foi reconhecido como cidade pela lei estadual nº 1.221 de 25 de agosto de 1914. Desde então, ocorreu a criação de diversos distritos do município, além da emancipação de Paramoti, desmembrado em 10 de dezembro de 1957. De acordo com o IBGE, restavam 12 distritos em 2022, sendo que o distrito-sede era o mais populoso, contando com 53 413 habitantes, seguido por Ubiraçu, com 3 626 moradores.

## Distritos de Canindé
| Distrito                | Código IBGE | Habitantes (2022) | Domicílios particulares (2022) | Data de criação        |        |           |       |     |                        |
| ----------------------- | ----------- | ----------------- | ------------------------------ | ---------------------- | ------ | --------- | ----- | --- | ---------------------- |
| Distrito                | Código IBGE | Habitantes (2022) | Domicílios particulares (2022) | Data de criação        | Bonito | 230280010 | 1 734 | 583 | 22 de novembro de 1951 |
| Caiçara                 | 230280012   | 3 181             | 1 087                          | 13 de abril de 2004    |        |           |       |     |                        |
| Campos                  | 230280011   | 1 824             | 640                            | Antes de 2010          |        |           |       |     |                        |
| Canindé (distrito-sede) | 230280005   | 53 413            | 18 182                         | -                      |        |           |       |     |                        |
| Capitão Pedro Sampaio   | 230280013   | 1 498             | 545                            | 7 de julho de 1992     |        |           |       |     |                        |
| Esperança               | 230280015   | 694               | 245                            | 12 de dezembro de 1953 |        |           |       |     |                        |
| Iguaçu                  | 230280017   | 1 216             | 418                            | 28 de abril de 1992    |        |           |       |     |                        |
| Ipueiras dos Gomes      | 230280020   | 280               | 93                             | 14 de janeiro de 1964  |        |           |       |     |                        |
| Monte Alegre            | 230280025   | 2 095             | 719                            | 14 de janeiro de 1964  |        |           |       |     |                        |
| Targinos                | 230280030   | 3 232             | 1 067                          | Antes de 1935          |        |           |       |     |                        |
| Ubiraçu                 | 230280035   | 3 626             | 1 173                          | 24 de junho de 1907    |        |           |       |     |                        |
| Vazante do Curú         | 230280040   | 1 381             | 527                            | Antes de 2022          |        |           |       |     |                        |